# عنصر آلة
عناصر الآلات (بالانكليزية Machine Elements) هي العناصر الاساسية المكونة لللآلات. يمكن تصنيف هذه العناصر في ثلاث فئات رئيسية:
1. عناصر إنشائية مثل الهياكل، المحامل، أعمدة الدوران، المقامط، الجلبات والشحم.
2. الآليات التي تنظم حركة الآلة (أو الأجزاء المتحركة فيها) مثل سلاسل المسننات، نواقل الحركة بالسيور والسلاسل، الروابط الميكانيكية، أنظمة الحدبات، قابض تعشيق السيارة (الدبرياج) إلخ.
3. عناصر التحكم مثل الأزرار، مفاتيح التشغيل، الحساسات، المشغلات والمتحكمات الالكترونية.

تعتبر عناصر الالات هي المكونات الاساسية لبناء أغلب أنواع الآلات وغالبا ما يكون توصيف هذه العناصر قياسيا وموحدا مما يسهل استخدامها في بناء الات مختلفة مع امكانية إدخال تعديلات إضافية عليها ان لزم الامر. غالبا ما يطلق اسم عنصر الآلة على المكون ذو الوظيفة الواضحة في الآلة بدون النظر إلى المكونات الصغيرة لذلك العنصر. فعلى سبيل المثال يعتبر سير الدراجة الهوائية بأكلمه كعنصر على الرغم من أنه مكون من عناصر أخرى أصغر.